# Victoria Memorial
Victoria Memorial – rzeźba w centralnym Londynie, umieszczona przed Buckingham Palace, poświęcona królowej Wiktorii.
Inicjatorami powstania rzeźby byli: Wilhelm II Hohenzollern i jego kuzyn Jerzy V, będący dwoma najstarszymi wnukami królowej. Rzeźba wykonana przez Thomasa Brocka została ukończona w 1911 roku (10 lat po śmierci królowej), trzy lata później dodano brązowe posągi. Podstawę pomnika, zbudowaną z 2300 ton białego marmuru, zaprojektował angielski architekt sir Aston Webb. Rzeźba jest zabytkiem klasy I.
Posąg królowej zwrócony jest w stronę alei The Mall, u jego podstawy znajdują się posągi wykonane z brązu: „Anioł Sprawiedliwości” (Angel of Justice) zwróconu w kierunku Green Parku, „Anioł Prawdy” (Angel of Truth) zwrócony na południowy wschód i „Macierzyństwo” (Motherhood) zwrócony w stronę Buckingham Palace. Na szczycie znajdują się również dwie figury, określane jako „Pokój” (Peace) i „Zwycięstwo” (Victory). Rzeźba nawiązuje do motywów żeglarskich, podobnie jak cała The Mall.
Podobna rzeźba Albert Memorial, przedstawiająca księcia Alberta – męża królowej Wiktorii, znajduje się przed Royal Albert Hall.

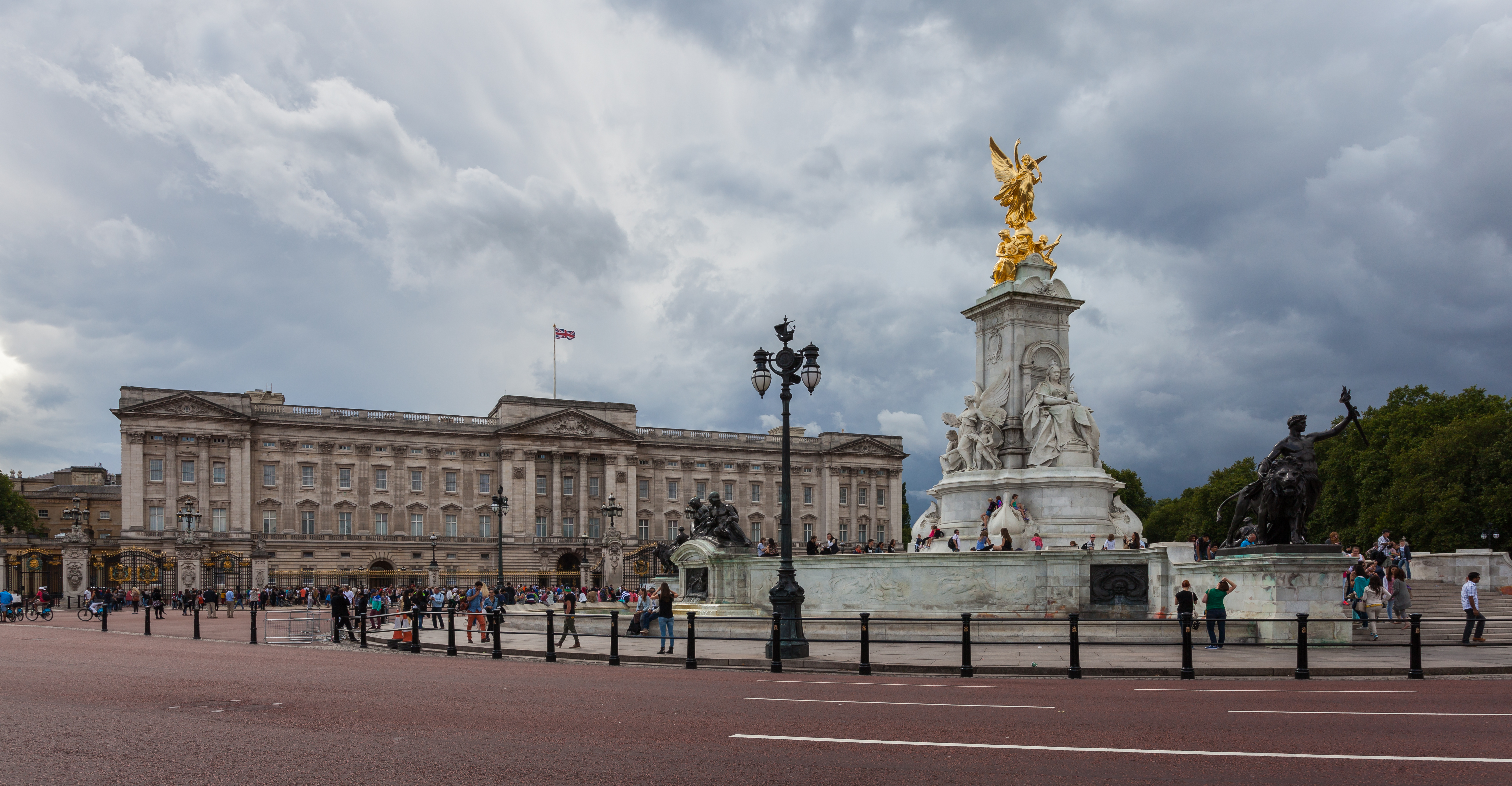
Victoria Memorial i pałac Buckingham
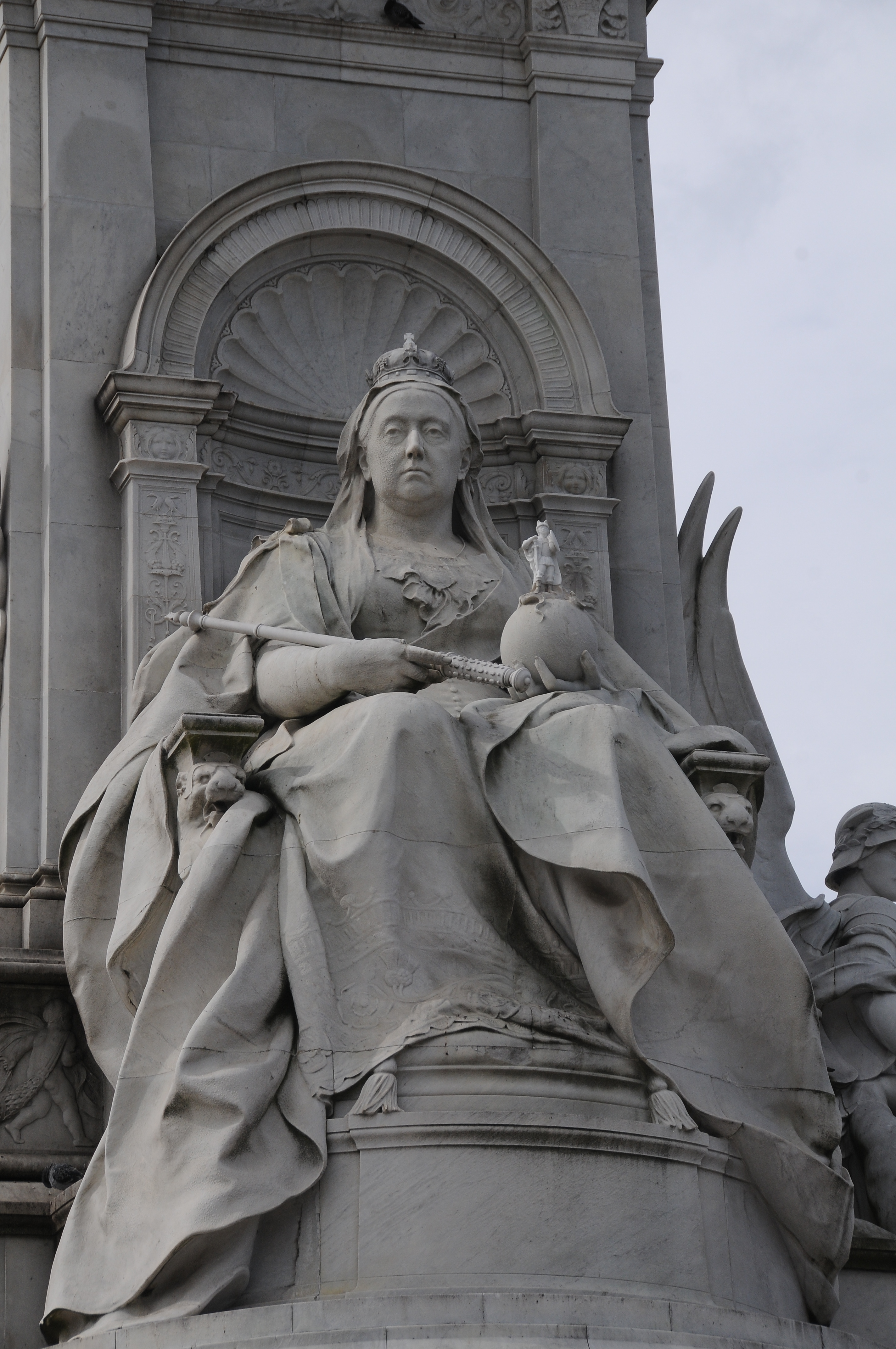
Posąg królowej Wiktorii
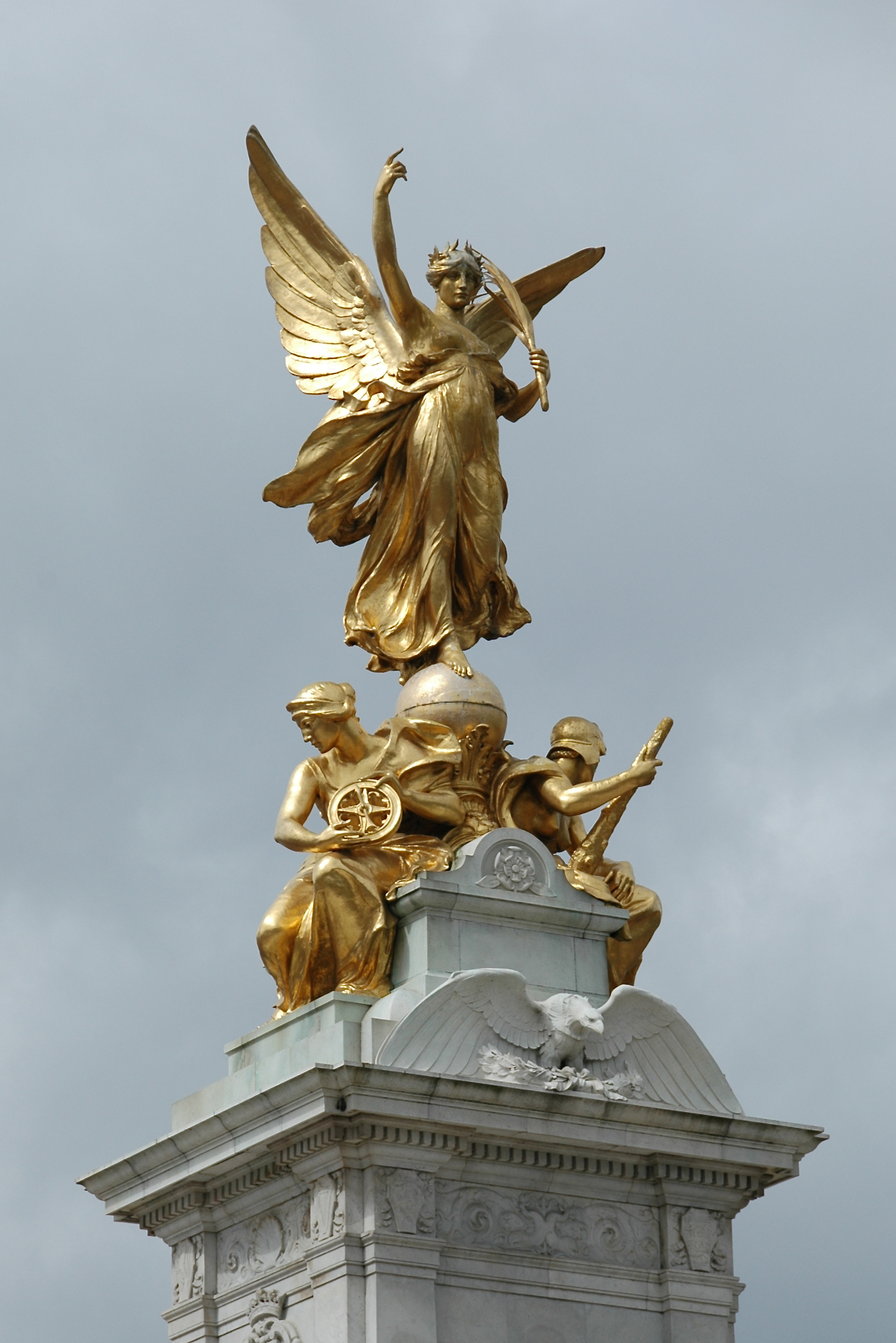
Figura wieńcząca pomnik
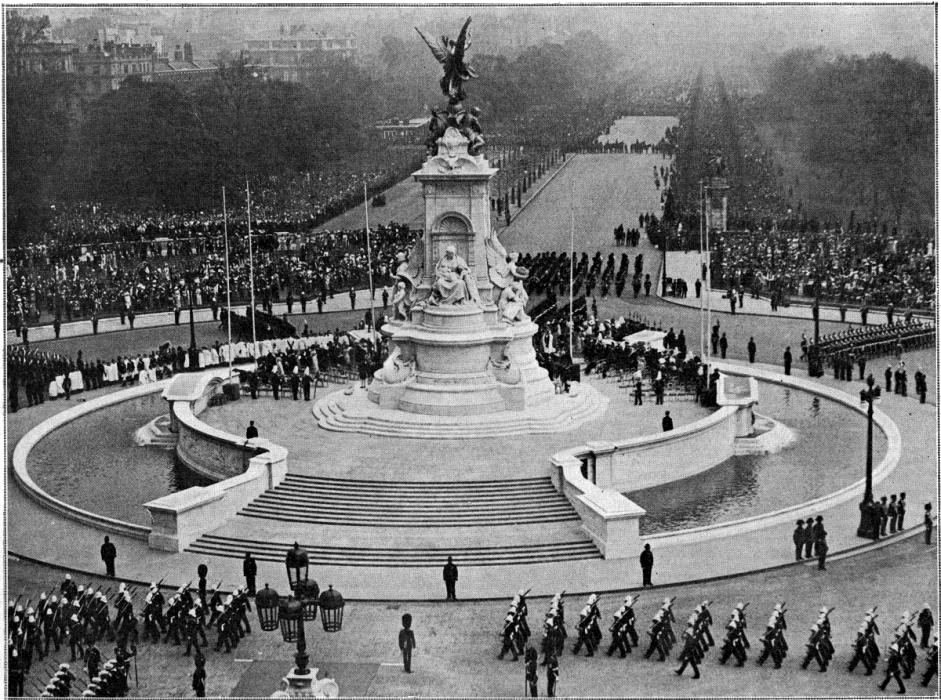
Ceremonia odsłonięcia pomnika w 1911 roku